# Ездино
Ездино — деревня в Даниловском районе Ярославской области России. Входит в состав Середского сельского поселения. Находится примерно в 1,5 км от Середы, в 300 метрах от дороги Данилов — Середа. Постоянное население на 1 января 2007 года — 3 человека.

## Население
| 2007 | 2010 |
| ---- | ---- |
| 3    | ↘2   |